# Chaerophyllum pumilum
Chaerophyllum pumilum är en flockblommig växtart som först beskrevs av Henry Nicholas Ridley, och fick sitt nu gällande namn av K.F. Chung. Chaerophyllum pumilum ingår i släktet rotkörvlar, och familjen flockblommiga växter. Inga underarter finns listade i Catalogue of Life.